# Wijmeers
De Wijmeers is een natuurgebied langs de oever van de Schelde in de tot de Oost-Vlaamse gemeente Berlare behorende plaats Uitbergen.
Vanouds was dit een rommelig gebied, maar vanaf 2015 werd het omgevormd tot een open meersenlandschap van 187 ha. Er zijn hagen, rivierduinen, een stuk bos en een aantal plassen. Het geheel is een overstromingsgebied van de Schelde en wordt in geval van overstromingsgevaar als waterbergingsgebied ingezet. Er werd gezorgd voor onderkomen voor vleermuizen en oeverzwaluwen. Het geheel wordt begraasd door gallowayrunderen.
In het gebied komen veel vogels, zoals watervogels, voor.

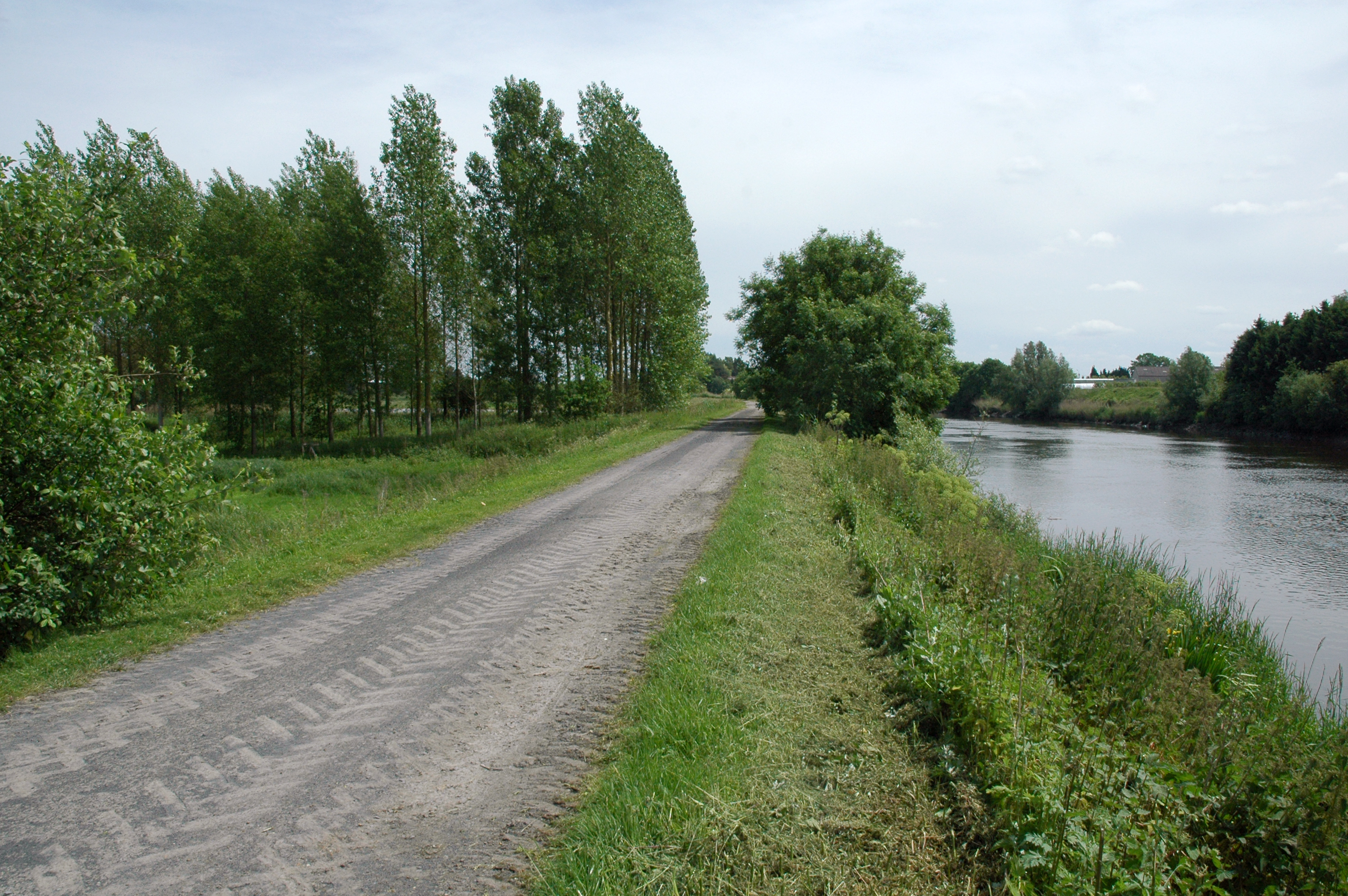
Oude dijk, hier in 2013
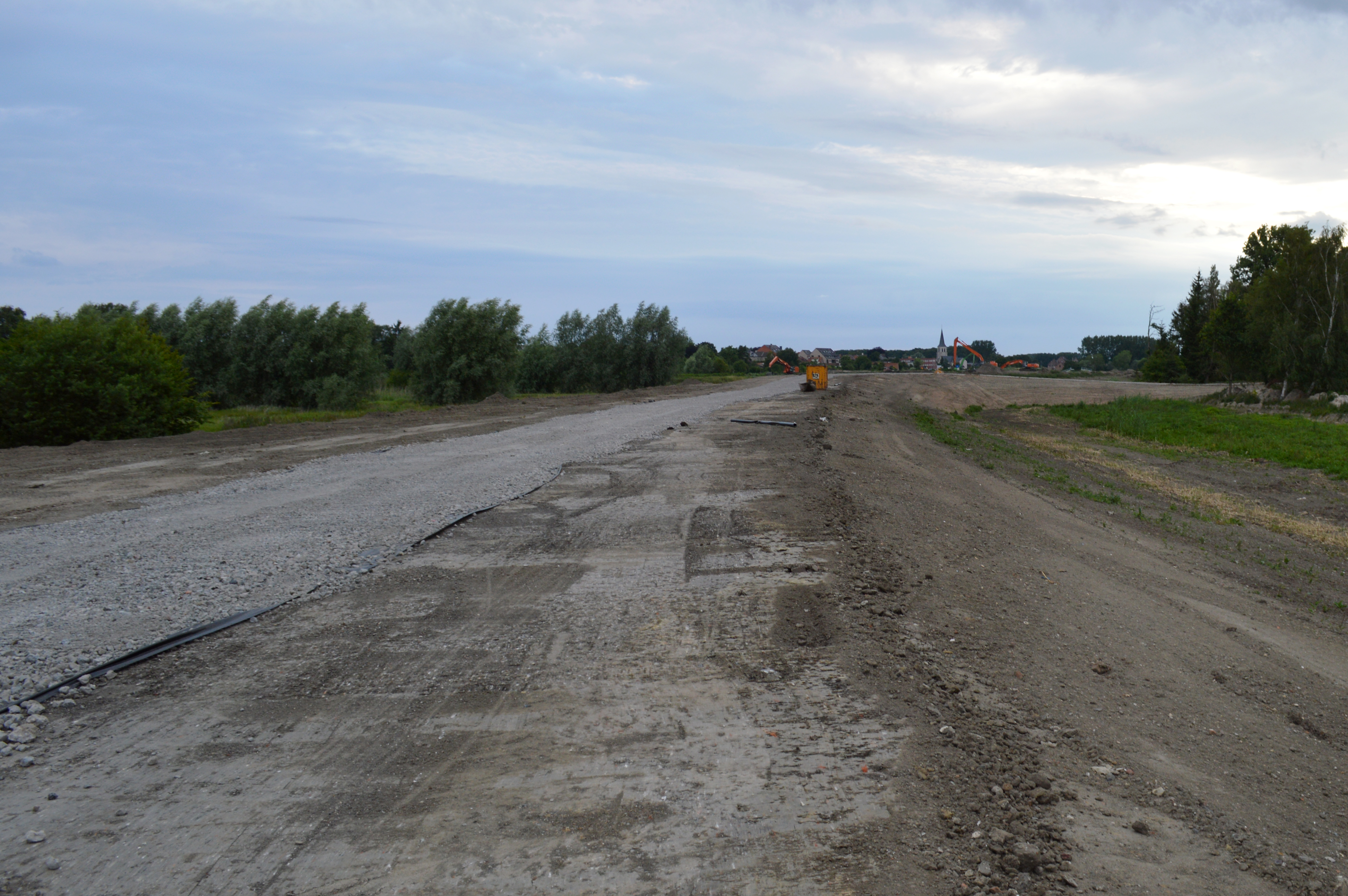
Nieuwe zomerdijk in aanbouw in 2014
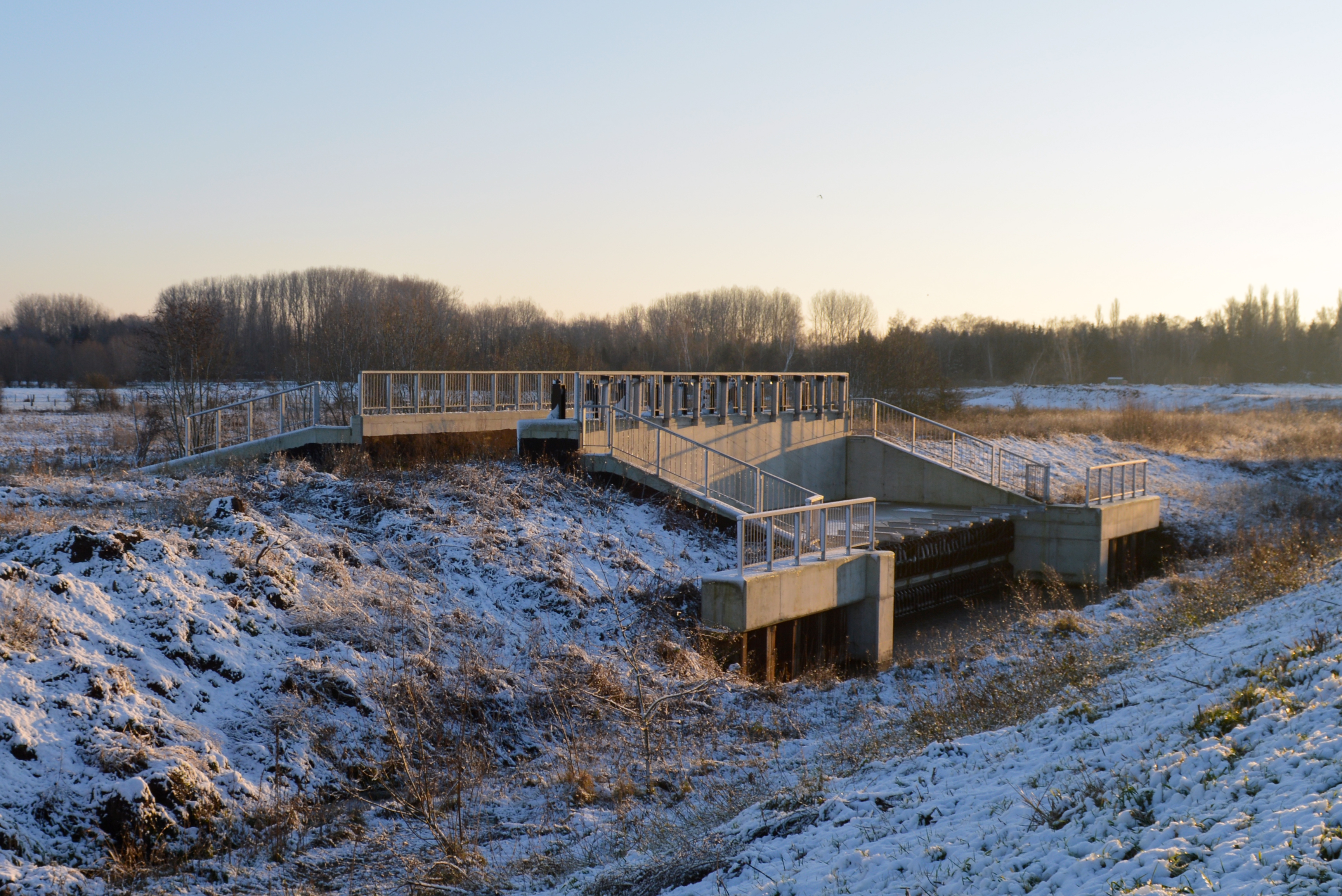
Nieuwe sluis in aanbouw in 2014
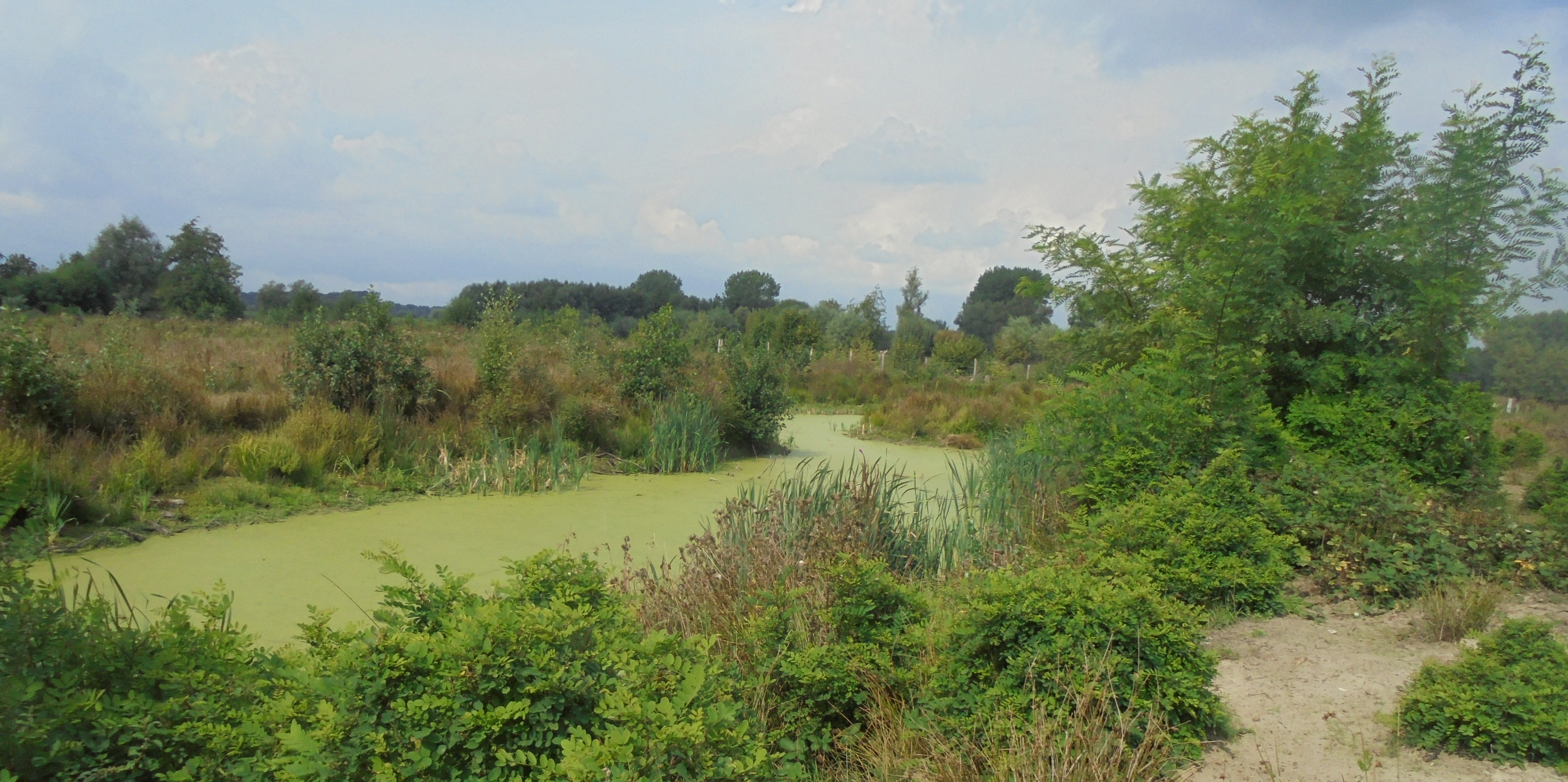
Landschap in 2018